# A4 (motorväg, Luxemburg)
A4 är en motorväg i Luxemburg som utgår från huvudstaden  Luxemburg och går till Esch-sur-Alzette.